# Pedro Bernardino de Moura
Pedro Bernardino de Moura (Rio de Janeiro, 1º de agosto de 1828 — Rio Grande, 1º de outubro de 1888) foi um jornalista brasileiro.
Mudou-se para o Rio Grande do Sul, onde fundou diversos jornais: O Artilheiro, em São Gabriel, em junho de 1850; O Jaguariense, publicado em Jaguarão de 7 de setembro de 1855 a janeiro de 1857; Eco do Sul, fundado em Jaguarão, em 12 de fevereiro de 1857, a partir de 10 de outubro de 1857 publicado em Rio Grande.
Teria também fundado o jornal O Carijó, no qual publicava com a alcunha de Moura Carijó.
Foi casado com Benjamina Rosa de Azevedo Moura.